# 君とすばやくSLOWLY
「君とすばやくSLOWLY」（きみとすばやくスロウリイ）は、光GENJIの20枚目のシングル。1993年2月19日（金曜日）にポニーキャニオンから発売された。

## 解説
表題曲「君とすばやくSLOWLY」はシングルでは珍しくイントロがない。
しかしTVやコンサートで披露する際は数秒の短い前奏がついている。この前奏は3トラック目の同曲カラオケに付加されているものである。
テレビ朝日系音楽番組「ミュージックステーション」にてデビュー前のTOKIOがバックで踊った。

## 記録
売上枚数は、公称で13,7万枚。

## 収録曲
1. 君とすばやくSLOWLY
  - 作詞：原真弓　作曲：大門一也　編曲：大門一也・水島康貴
2. サヨナラと言えなくて／SAY・S
  - 作詞・作曲：大本友子　編曲：新川博
3. 君とすばやくSLOWLY（MINUS LEAD VOCAL KARAOKE）
4. サヨナラと言えなくて（MINUS LEAD VOCAL KARAOKE）